# Ямамото Гонбей
Ямамото Гонбей (на японски: 山本 權兵衞) е японски адмирал и политик, министър-председател на 16-о и 22-рото правителство. Независимо че е представител на военните среди в началото на политическата си кариера Ямамото си спечелва репутацията на либерал и поддръжник на демократичното и конституционно управление. Той е обаче и премиерът, през чието управление срещу социалисти и анархисти са извършени едни от най-мащабните в японската история репресии.

## Ранни години
Ямамото Гонбей е роден на 15 октомври 1852 г. в княжество Сацума (префектура Кагошима) на остров Кюшю, в семейството на самурай, служещ на клана Шимидзу. В младежките си години участва във войната между Англия и Сацума, а по-късно се присъединява към Осма стрелкова част от армията на родното си княжество, с която се включва в гражданската война от 1868 г., участва в боевете при Тоба и Фушими, а по-късно се сражава и в северната част на Хоншу и в Хакодате.

## Кариера във военноморския флот
След Реставрацията Мейджи Ямамото преминава подготвителен курс за морски офицер, записвайки се във втория випуск на Имперската японска военноморска академия през 1870 г. Дипломира се през 1874 г. и е произведен в чин младши лейтенант. През 1877 г. е изпратен да продължи обучението си в германския военен флот и плава из европейски и южноамерикански води на борда на немски кораби. След завръщането си в Япония през 1878 г. Ямамото пише учебник по артилерийско дело, който става настолна книга в японския военен флот и служи на крайцера „Нанива“ по време на пътуването му от Елзуик до Япония (1885 – 1886). Впоследствие придружава военноморския министър Сукенори Кабаяма в пътуването му до САЩ и Европа (1887 – 1888). През 189 командва крайцера „Такао“, с който му е наредено да изпълни поверителна мисия – среща с китайския държавник Юен Шъкай в Сеул (Корея). От 1891 г. е на служба във Военноморското министерство, където с протекциите на своя патрон – министър Сайго Цугумичи, бързо се превръща в една от най-влиятелните фигури, и инициира редица реформи, целящи да сложат край на фаворизирането на офицери от родната му провинция Сацума и ограничат използването на постовете за лично облагодетелстване. Освен това Ямамото се опитва да придаде на флота равен с армията статут във Върховния военен съвет. През 1894 г., когато избухва Първата японско-китайска война, Ямамото е назначен за адютант на военноморския министър, а на следващата година (1895) е произведен в чин контраадмирал. По това време той ръководи военноморското бюро и е член на съвета на генералите и адмиралите от японските въоръжени сили. На този пост Ямамото контролира целия японски флот по време на войната и проявява голямо умение в ръководството на морски операции. През 1898 г. е повишен в чин вицеадмирал и става военноморски министър във второто правителство на Аритомо Ямагата (1898 – 1900) – пост, който запазва до 1906 г. Ямамото е сред малкото военни, които подкрепят активно сключването на Портсмутския мирен договор и заедно с Масатаке Тераучи участва в изготвянето на няколко члена от англо-японския съюзен договор (1902 г.). Впоследствие се обявява против изпращането на японски войски в Корея, за което настоява Аритомо Ямагата, но в същото време предприема стъпки за подготовката на война с Русия. През 1902 г. Ямамото получава титлата аншаку (барон), а в 1907 г. – хакушаку (граф). В 1904 г. той е произведен в чин адмирал.

## Политическа кариера

### Първо правителство на Ямамото
На 20 февруари 1913 г., в резултат на началото на първия етап от Движението за защита на конституцията, третото правителство на Таро Кацура подава оставка и на премиерския пост е назначен Ямамото Гонбей, който сформира кабинет с помощта на партията Риккен сейюкай. В желанието си да спечели доверието на политическите партии, през юли 1913 г. Ямамото отменя закона, предвиждащ само генерали и адмирали на действителна служба да заемат постове във военното и военноморското министерства. Правителството на адмирала предприема и някои мерки за финансова стабилизация на страната, но проектобюджета му за армията и флота предизвиква недоволство сред широки кръгове от японското общество и политически сили. През пролетта на 1914 г. избухва голям политически скандал, свързан с германската компания „Сименс“ (Скандалът „Сименс-Викерс“), давала подкупи на офицери от японския флот и чиновници, за да спечели изгодни поръчки. В аферата се оказва замесен и самият Ямамото (макар това никога да не е доказано), което го принуждава да подаде оставка, а мнозина офицери от флота са осъдени и пратени в затвора. Във връзка със скандала в Токио, Осака и Кобе дори има масов безредици. След напускането на премиерския пост адмирал Ямамото преминава в запаса.

### Второ правителство на Ямамото
Второто правителство на Ямамото е сформирано след смъртта на премиера Томосабуро Като на 24 август 1923 г. Дни след встъпването си в длъжност то се оказва изправено пред огромно изпитание. На 1 септември силно земетресение разтърсва централния район Канто, засягайки силно и столицата Токио – загиналите са общо над 150 хил. души, а материалните щети са оценени на над 5 млрд. йени. Правителството на Ямамото приема Закон за справяне с последиците от земетресението и възстановяване на Токио, но използва и в същото време, безредиците в столицата, съпътстващи хаоса за политически преследвания. Обявено е, че „социалистите планират гражданска война“, а „корейците са организирали бунт“. За справяне с това, кабинетът издава указ, в който се посочва: „Корейци, китайци, социалисти, мошеници, хулигани и негодяи грабят и палят. Препоръчва се повсеместно да се предприемат към тях строги мерки“. В резултат хиляди души са подложени на репресии. Второто правителство на Ямамото прави и опит да реформира избирателната система на страната, която да даде правото на глас на всички лица от мъжки пол. На 7 януари 1924 г. обаче, кабинетът е принуден да подаде оставка, вследствие на т.нар. Инцидент Торонамон, при младия анархист Дайсуке Намба извършва покушение над престолонаследника и регент принц Хирохито. След това Ямамото се оттегля от напълно от политиката и умира на 8 декември 1933 г.